# The Seven Deadly Sins
The Seven Deadly Sins (七つの大罪 Nanatsu no Taizai?, "De Sju Dödssynderna") är en manga-serie skapad av Nakaba Suzuki. Den ges ut av Kodansha i magasinet Weekly Shōnen Magazine sedan oktober 2012. Serien är inspirerad av medeltiden och de sju dödssynderna.
The Seven Deadly Sins har blivit en succé med 10 miljoner exemplar sålda. Under oktober 2014 till mars 2015 sändes en anime baserad på serien. Netflix visade serien internationellt. En andra säsong sändes fr.o.m den 13 januari 2018 t.o.m den 30 juni samma år. Den 18 augusti 2018 släpptes en animerad film baserad på serien. 

## Handling
Serien handlar om kungariket Liones som tagit över av tyranner. Den avsatta prinsessan Elizabeth letar efter en grupp riddare som kan hjälpa henne ta tillbaka sitt rike.

## Utgivning
The Seven Deadly Sins ges ut veckovis av Kodansha i Weekly Shōnen Magazine sedan den 10 oktober 2012. De publicerar den även i tankōbon-volymer. Suzuki har sagt att han beräknar att serien kommer att innehålla mellan 20 och 30 volymer. I USA släpps serien av Kodansha Comics USA. De publicerade den första volymen i mars 2014. Serien finns också tillgänglig digitalt på Crunchyroll i över 170 länder.
| Lista över tankōbon-volymer | Lista över tankōbon-volymer | Lista över tankōbon-volymer |
| Nr                          | Utgivningsdatum             | ISBN                        |
| --------------------------- | --------------------------- | --------------------------- |
| 1                           | 15 februari 2013            | ISBN 978-4-06-384802-1      |
| 2                           | 17 april 2013               | ISBN 978-4-06-384852-6      |
| 3                           | 17 juni 2013                | ISBN 978-4-06-384884-7      |
| 4                           | 16 augusti 2013             | ISBN 978-4-06-394918-6      |
| 5                           | 17 oktober 2013             | ISBN 978-4-06-394947-6      |
| 6                           | 17 december 2013            | ISBN 978-4-06-394988-9      |
| 7                           | 17 februari 2014            | ISBN 978-4-06-395013-7      |
| 8                           | 17 april 2014               | ISBN 978-4-06-395054-0      |
| 9                           | 17 juni 2014                | ISBN 978-4-06-395107-3      |
| 10                          | 16 augusti 2014             | ISBN 978-4-06-395162-2      |
| 11                          | 17 oktober 2014             | ISBN 978-4-06-395219-3      |
| 12                          | 17 december 2014            | ISBN 978-4-06-395265-0      |
| 13                          | 17 februari 2015            | ISBN 978-4-06-362290-4      |
| 14                          | 17 april 2015               | ISBN 978-4-06-362295-9      |
| 15                          | 17 juni 2015                | ISBN 978-4-06-395418-0      |
| 16                          | 12 augusti 2015             | ISBN 978-4-06-395458-6      |
| 17                          | 16 oktober 2015             | ISBN 978-4-06-395519-4      |
| 18                          | 17 december 2015            | ISBN 978-4-06-395561-3      |
| 19                          | 17 februari 2016            | ISBN 978-4-06-395602-3      |
| 20                          | 15 april 2016               | ISBN 978-4-06-358807-1      |
| 21                          | 15 juni 2016                | ISBN 978-4-06-358831-6      |
| 22                          | 17 augusti 2016             | ISBN 978-4-06-395729-7      |

## Annan media

### Anime
I april 2014 meddelades det att en anime baserad på serien var under produktion. Det första avsnittet visades den 5 oktober 2014 på MBS. Animen är regisserad av Tensai Okamura och skriven av Shōtarō Suga. Två OVA-avsnitt har också givits ut. En andra säsong utannonserades med start år 2016. I maj 2016 fick man veta att den andra säsongen flyttas fram. Istället sändes fyra specialavsnitt av The Seven Deadly Sins: Signs of Holy War. Det första avsnittet visades den 28 augusti 2016 på MBS och TBS. Det sista avsnittet bekräftade att en andra säsong är under produktion.
I november 2015 släpptes alla 24 avsnitt på Netflix. I februari 2017 kunde de fyra specialavsnitten ses på Netflix.
Den andra säsongen, The Seven Deadly Sins: Revival of the Commandments, började sändas i januari 2018. En animefilm släpptes under sensommaren 2018.

#### Avsnitt
| Nr | Titel                                                                             | Originalvisning  |
| -- | --------------------------------------------------------------------------------- | ---------------- |
| 1  | "De sju dödssynderna" "Nanatsu no Taizai (七つの大罪?)"                           | 5 oktober 2014   |
| 2  | "Den helige riddarens svärd" "Seikishi no Ken (聖騎士の剣?)"                      | 12 oktober 2014  |
| 3  | "Synden i den sovande skogen" "Nemureru Mori no Tsumi (眠れる森の罪?)"            | 19 oktober 2014  |
| 4  | "En ung flickas dröm" "Shōjo no Yume (少女の夢?)"                                 | 26 oktober 2014  |
| 5  | "Även om du skulle dö" "Tatoe Anata ga Shindemo (たとえあなたが死んでも?)"        | 2 november 2014  |
| 6  | "Upprinnelsens kväde" "Hajimari no Uta (はじまりの詩?)"                           | 9 november 2014  |
| 7  | "En rörande återförening" "Kandō no Saikai (感動の再会?)"                         | 16 november 2014 |
| 8  | "Den förskräcklige förföljaren" "Osorubeki Tsuisekisha (恐るべき追跡者?)"         | 23 november 2014 |
| 9  | "Mörk puls" "Ankoku no Myakudō (暗黒の脈動?)"                                     | 30 november 2014 |
| 10 | "Vaizels kampfestival" "Baizeru Kenka Matsuri (バイゼル喧嘩祭り?)"                | 7 december 2014  |
| 11 | "Undertryckta känslor" "Sekinen no Omoi (積年の想い?)"                            | 14 december 2014 |
| 12 | "Fasansfull kanon" "Senritsu no Kanon (戦慄のカノン?)"                            | 21 december 2014 |
| 13 | "Förstörelsens ängel" "Hakai no Shito (破壊の使徒?)"                              | 11 januari 2015  |
| 14 | "Bokläsaren" "Hon o Yomu Hito (本を読むひと?)"                                    | 18 januari 2015  |
| 15 | "Ohelig riddare" "Anhōryi Naito (アンホーリィ・ナイト?)"                          | 25 januari 2015  |
| 16 | "Provocerande legender" "Karitaterareru Densetsu-tachi (駆り立てられる伝説たち?)" | 1 februari 2015  |
| 17 | "Det första offret" "Saisho no Gisei (最初の犠牲?)"                               | 8 februari 2015  |
| 18 | "Även om det kostar mig mitt liv" "Kono Inochi ni Kaete mo (この命にかえても?)"   | 15 februari 2015 |
| 19 | "Älvkungen väntar förgäves" "Machibōke no Yōseiō (まちぼうけの妖精王?)"           | 22 februari 2015 |
| 20 | "Modförtrollningen" "Yūki no Majinai (勇気のまじない?)"                           | 1 mars 2015      |
| 21 | "Det annalkande hotet" "Ima, Soko ni Semaru Kyōi (今、そこにせまる脅威?)"         | 8 mars 2015      |
| 22 | "Vad jag kan göra för dig" "Kimi no Tame ni Dekiru Koto (君のためにできること?)"  | 15 mars 2015     |
| 23 | "Förtvivlan sänker sig" "Zetsubō Kōrin (絶望降臨?)"                               | 22 mars 2015     |
| 24 | "Hjältarna" "Eiyū-tachi (英雄たち?)"                                              | 29 mars 2015     |

### Spel
Ett spel, Seven Deadly Sins: Unjust Sin (七つの大罪 真実の冤罪 Nanatsu no Taizai Shinjitsu no Enzai?), släpptes den 11 februari 2015 till Nintendo 3DS. Spelet är utvecklat av Bandai Namco Games.

## Mottagande
The Seven Deadly Sins utsågs till bästa shōnen-manga på Kodansha Manga Awards tillsammans med Yowamushi pedaru. På seriefestivalen i Angoulême blev serien nominerad för bästa barn- eller ungdomsseriealbum.

### Försäljning
Försäljningsmässigt har serien blivit en succé. Till och med augusti 2014 hade fem miljoner exemplar sålts. I januari 2015 hade siffran stigit till 10 miljoner exemplar.
Den första volymen såldes i 38 581 exemplar under sin premiärvecka, och kom på 13:e plats på Oricons lista över bästsäljande manga. Den andra volymen hamnade på femte plats på listan med 106 829 exemplar sålda, medan den tredje volymen kom på fjärde plats med 135 164 exemplar sålda. Den trettonde volymen har sålt 442 492 exemplar.